# Thyridiphora calidella
Thyridiphora calidella là một loài bướm đêm trong họ Crambidae.